# اومیور
اومیور (به فرانسوی: Aumur) یک کمون در فرانسه است که در canton of Chemin واقع شده‌است. اومیور ۹٫۲۲ کیلومتر مربع مساحت دارد.